# Operation Kurdenhilfe

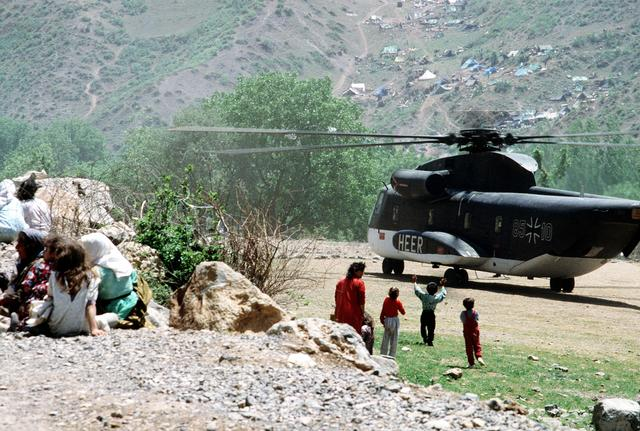
Am 1. April 1991 während der Operation Kurdenhilfe eingesetzte CH-53 der Heeresflieger

Die Operation Kurdenhilfe war eine Operation der Bundeswehr im Rahmen der internationalen Operation Provide Comfort. Sie diente dazu, die kurz nach dem Zweiten Golfkrieg aus dem Irak vertriebenen kurdischen Minderheiten, die in die türkischen und iranischen Grenzgebiete geflüchtet waren, zu versorgen. Die Operation dauerte von April bis Juni 1991.

## Hintergrund
Kurz nach dem Zweiten Golfkrieg begann der damalige irakische Präsident Saddam Hussein mit der Verfolgung der kurdischen Minderheiten im Irak. Mehrere hunderttausend Kurden flüchteten daraufhin in die benachbarten türkischen und iranischen Grenzgebiete nördlich des Irak. Dort lebten sie in provisorischen Flüchtlingslagern aus Plastikplanen und einfachen Zelten in einer Gegend, die von zerklüfteten Gebirgstälern und trockenen Hochplateaus gekennzeichnet ist. Diese Umgebung und Sandstürme sowie die zu diesem Zeitpunkt noch winterlichen Temperaturen führten zu Unterernährung der Flüchtlinge sowie zum Ausbruch von Cholera und Typhus.
Im Rahmen der Operation Provide Comfort war auch die Lieferung humanitärer Hilfsgüter per Lufttransport an etwa eine Million kurdische Flüchtlinge vorgesehen. An dieser Luftversorgung beteiligte sich neben der USA, Großbritannien, Frankreich, Kanada und Italien auch Deutschland und lieferte in 70 Tagen über eine Luftbrücke etwa 1700 Tonnen Hilfsgüter in die Türkei und den Iran. Darüber hinaus leistete Deutschland humanitäre Hilfe in der Region.

## Verlauf der Operation Kurdenhilfe
Im April 1991 verlegte die Bundeswehr unter der Führung der 1. Luftlandedivision mit Transalls vom Fliegerhorst Penzing über Ankara Pioniere, Logistiker sowie Fallschirmjäger und Luftlandesanitäter der Luftlandesanitätskompanie 260 aus Lebach nach Kermanschah. Auf einem teilweise zerstörten Militärflugplatz wurde ein erstes Camp für die insgesamt etwa 500 Soldaten eingerichtet.
Nach der Errichtung des Camps wurden luftbewegliche Arzttrupps und Luftlandesanitäter der Luftlandesanitätskompanie 260 aus Lebach mit CH-53 und Bell UH1-D der Heeresflieger zur Erkundung der umliegenden Region eingesetzt. Die Hubschrauber wurden dazu teilweise anstatt mit der seitlichen Beschriftung HEER mit HELP gekennzeichnet. Die Erkunder entdeckten in der iranischen Provinz Kermanschah ein Flüchtlingslager von etwa 150.000 bis 250.000 Menschen, das später als Camp HOTEL bezeichnet wurde.
Der Schwerpunkt der deutschen Hilfeleistung konzentrierte sich fortan auf dieses Camp. Dazu wurden unmittelbar nach Entdeckung ein improvisierter Medical Point eingerichtet und in den ersten 24 Stunden etwa 1500 Menschen medizinisch versorgt. Parallel dazu wurden aus ehemaligem Beständen der Nationalen Volksarmee der DDR Zelte errichtet und ein Feldlazarett angefordert, das aus München in den Iran verlegt wurde. Das Feldlazarett war nach etwa 3 Wochen am 9. Mai 1991 einsatzbereit und ab diesem Zeitpunkt wurden die Erkundungskräfte aus dem Einsatz herausgelöst. Die Bundeswehr betrieb das Feldlazarett bis 14. Juni 1991 und übergab es dann als humanitäre Hilfeleistung an die Provinzregierung der Provinz Kermanschah.

## Rezeption
Im Hubschraubermuseum Bückeburg wurde im Jahr 2016 eine Sonderausstellung mit zahlreichen Fotos und Dokumenten zum 25-jährigen Jubiläum der Operation Kurdenhilfe gezeigt.